# هيدرازون

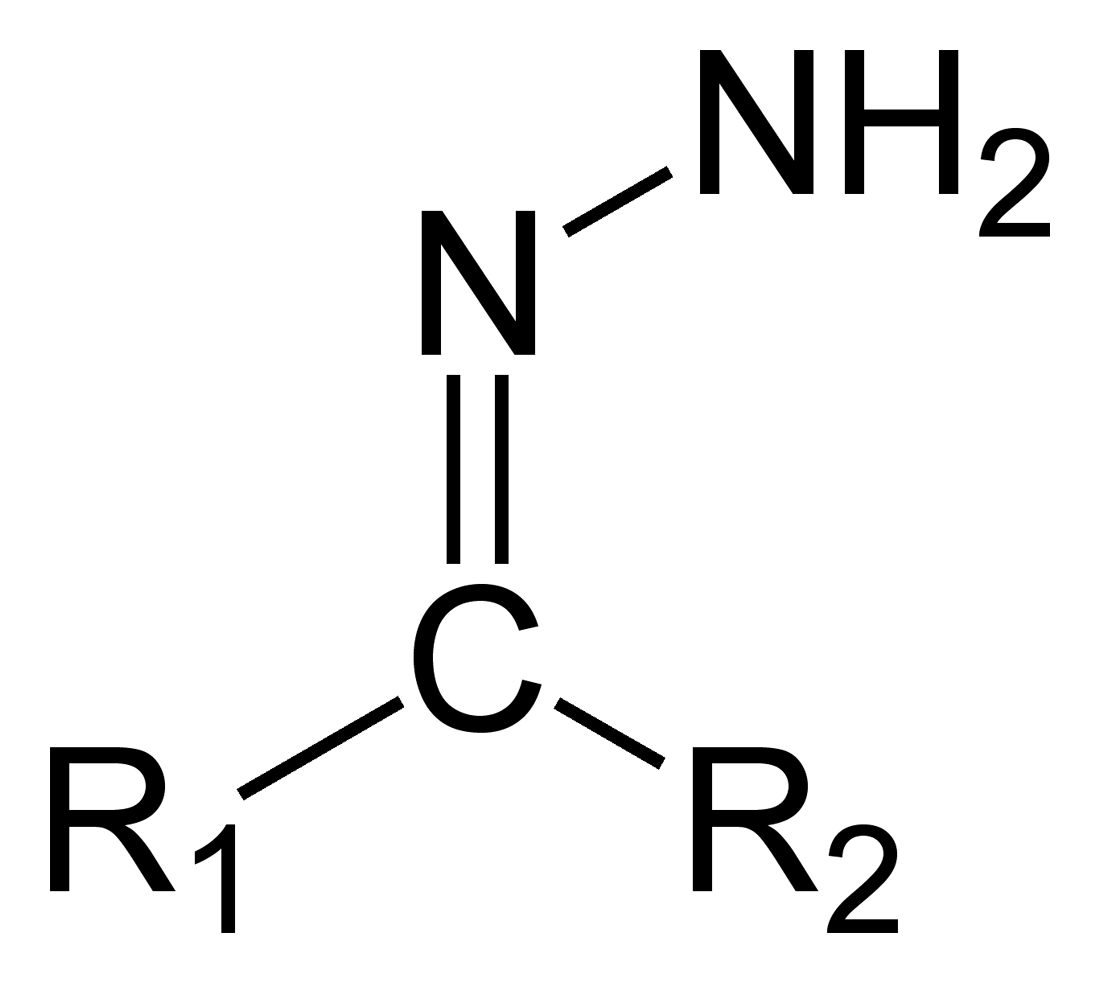
بنية مجموعة هيدرازون الوظيفية

هيدرازون في الكيمياء العضوية هي مجموعة وظيفية لها الصيغة العامة R1R2C=NNH2. وهي ذات صلة مع الكيتونات والألدهيدات عند إبدال ذرة أكسجين بمجموعة NNH2.
يمكن تحضير مركبات الهيدرازون عادة من تفاعل الهيدرازين مع الكيتونات أو الألدهيدات.
حيث يمكن تمثيل ذلك بالتفاعل العام التالي:

## معرض صور

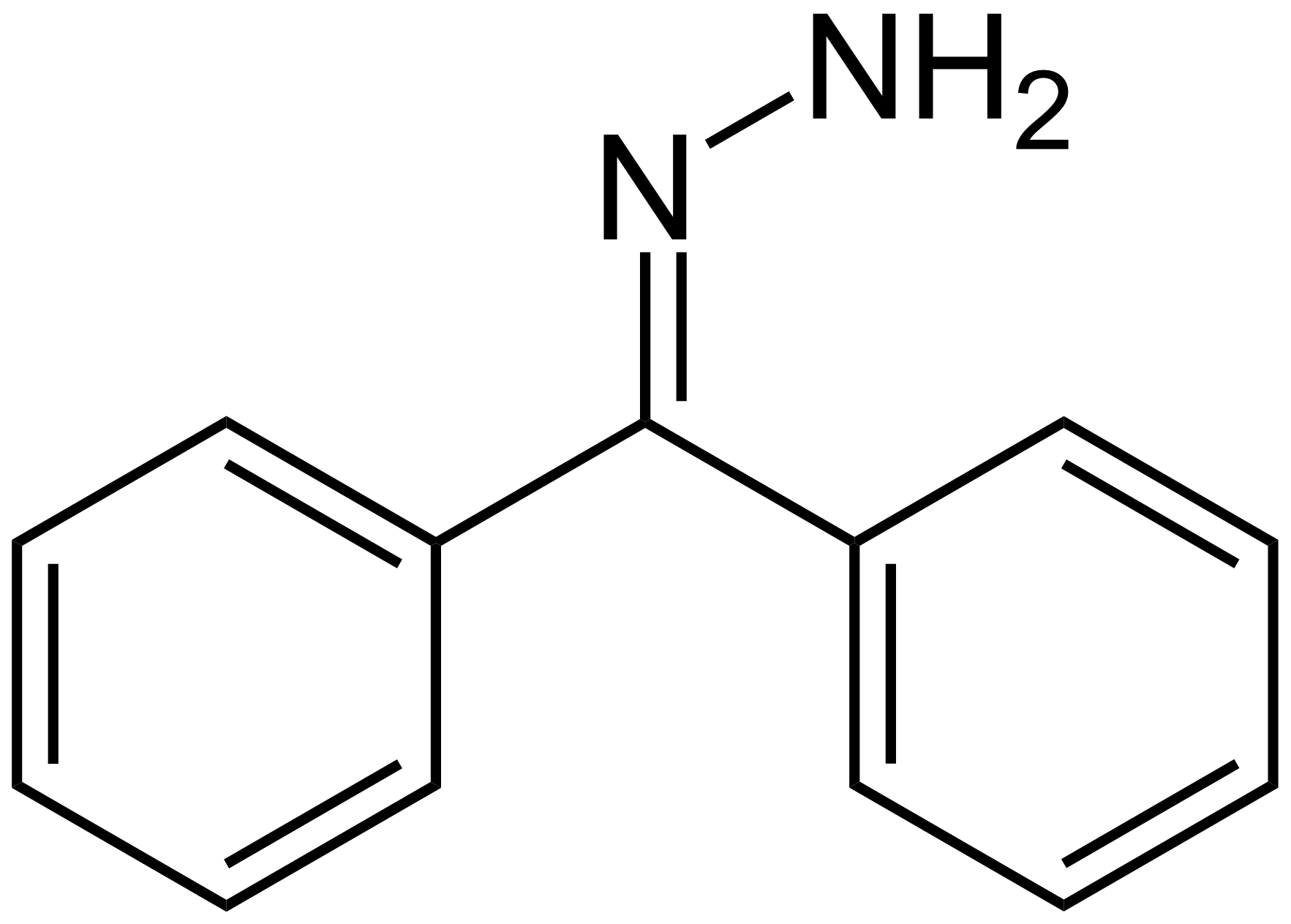